# Вилхелм Хайнрих фон Шьонбург-Лихтенщайн
Вилхелм Хайнрих фон Шьонбург-Лихтенщайн (на немски: Wilhelm Heinrich, Graf zu Schönburg-Lichtenstein; * 22 декември 1714; † 14 август 1750) е граф на Шьонбург-Лихтенщайн в Саксония.

## Произход
Той е единственият син на граф Ото Вилхелм фон Шьонбург-Лихтенщайн (1678 – 1747) и втората му съпруга Бригита Сидония фом Хаген (1683 – 1754), дъщеря на Хайнрих Зитиг фом Хаген (1637 – 1696) и Сидония Елизабет фон Дахрьоден. Внук е на имперски граф Ото Лудвиг фон Шьонбург-Хартенщайн (1643 – 1701) и графиня София Магдалена фон Лайнинген-Вестербург (1651 – 1726).
Клоновете Шьонбург-Валденбург и Шьонбург-Хартенщайн съществуват до днес като Шьонбург-Глаухау.

## Фамилия
Вилхелм Хайнрих фон Шьонбург-Лихтенщайн се жени на 4 май 1744 г. в Утфе, Хунген, за графиня Вилхелмина фон Золмс-Лаубах (* 31 януари 1723, Утфе; † 14 август 1773, замък Лихтенщайн, Хонау), дъщеря на граф Карл Ото фон Золмс-Лаубах-Утфе и Текленбург (1673 – 1743) и графиня Луиза Албертина фон Шьонбург-Хартенщайн (1686 – 1740), дъщеря на дядо му граф Ото Лудвиг фон Шьонбург-Хартенщайн. Te имат четири дъщери:
- Сидония Албертина (* 10/20 август 1745, дворец Лихтенщайн близо до Глаухау; † 1 май 1787, Дрезден), омъжена на 25 април 1764 г. в дворец Лихтенщайн или на 4 май 1744 г. в Утфе за граф Детлев Карл фон Айнзидел (* 27 август 1737, Дрезден; † 17 декември 1810, Мюкенберг), син на граф Йохан Георг фон Айнзидел (1692 – 1760) и графиня Шарлота фон Флеминг (1704 – 1758)
- Вилхелмина Хенриета (* 16 юли 1746, дворец Лихтенщайн, Саксония; † 12 юли 1819, Манхайм), омъжена на 31 януари 1769 г. в дворец Волкенбург за граф Фердинанд Йохан Бенямин фон Липе-Бистерфелд (* 16 юни 1744, Бистерфелд; † 23 април 1772, Бюкебург), син на граф Фридрих Карл Август фон Липе-Бистерфелд (1706 – 1781) и графиня Барбара Елеонора фон Золмс-Барут (1707 – 1744)[4]
- София Елизабет (* 5 октомври 1747; † 15 май 1748)
- София Елизабет (* 22 ноември 1749; † 9 април 1750)